# Richia chortalis
Richia chortalis là một loài bướm đêm trong họ Noctuidae.